# Buick Encore GX
La Buick Encore GX est un SUV multisegment sous-compact construit par General Motors à partir de 2019. Comme la Buick Encore, l'Encore GX est assemblée par GM Korea .

## Aperçu

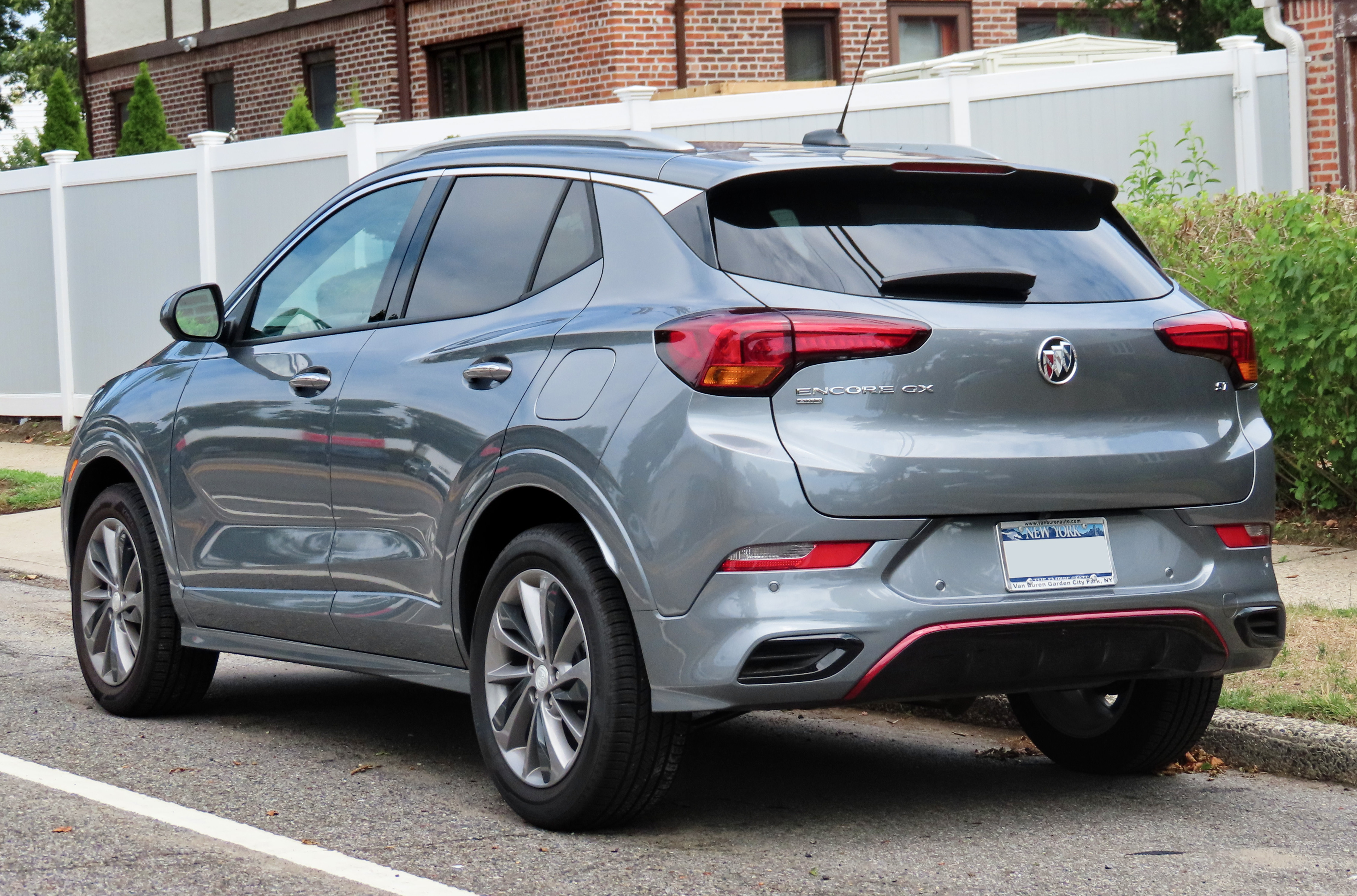
Buick Encore GX avec le pack Sport Touring (arrière)

La Buick Encore GX a été dévoilée aux côtés de la deuxième génération de Buick Encore au Salon de l'auto de Shanghai de 2019. Elle partage la plate-forme VSS-F avec le nouveau SUV Chevrolet Trailblazer.

## Amérique du Nord
En Amérique du Nord, l'Encore GX a été présentée au Salon de l'auto de Los Angeles en novembre 2019 et a fait ses débuts au début de 2020 pour l'année modèle 2020. Elle s'insère dans la gamme entre la Buick Encore et le Buick Envision, mais elle ne remplace pas la Buick Encore sur le marché nord-américain. L'Encore GX comprend plusieurs fonctions d'assistance sécurité de série, telles que le freinage d'urgence automatique, l'alerte de collision avant et l'avertissement de sortie de voie.
L'Encore GX a été lancée en trois versions: Preferred, Select et Essence. Elle bénéficie également d'un ensemble Sport Touring qui ajoute des améliorations visuelles telles qu'une calandre personnalisée avec des accents rouges, des pare-chocs avant et arrière sportifs avec des accents rouges, des moulures de couleur carrosserie et des roues exclusives de 18 pouces, mais aucune amélioration mécanique.
Deux moteurs sont disponibles. Le premier, un moteur 3 cylindres turbocompressé de 1,2 litre produisant 139 ch (102 kW) et 225 N m de couple, est de série sur les modèles à traction avant. Le second, un moteur 3 cylindres turbocompressé de 1,3 litre produisant 157 ch (116 kW) et 236 N m de couple, est de série sur les modèles à traction intégrale avec transmission automatique à 9 rapports. Il est également disponible en option sur les versions Select et Essence. Alors que les nouveaux moteurs I3 sont disponibles sur plusieurs modèles General Motors en Chine, ils sont les premiers moteurs trois cylindres d'une voiture GM en Amérique du Nord depuis la Geo Metro.

### Mexique
Au Mexique, l'Encore GX a été lancée en février 2020 et est commercialisée sous le nom d'Encore. Elle y est proposée dans les versions Convenience, Leather et Sport Touring. Le turbo I3 de 1,3 L est le seul moteur disponible. L'Encore GX remplace l'Encore d'origine au Mexique, contrairement aux États-Unis et au Canada où les deux sont disponibles.